# Paul Scherrer

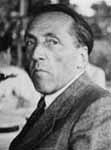
Paul Scherrer

Paul Scherrer (n. 3 februarie 1890, Herisau, Elveția – d. 25 septembrie 1969, Zürich, Elveția) a fost un fizician elvețian, membru de onoare al Academiei Române.
A lucrat în domeniul fizicii atomice și a corpului solid. Împreună cu Debye a elaborat o metodă pentru determinarea structurii solidelor cu ajutorul radiației X.